# Irving Small
Irving Wheeler Small (* 19. Juli 1891 in Cambridge, Massachusetts; † 12. Dezember 1955 in Monrovia, Kalifornien) war ein US-amerikanischer Eishockeyspieler. 

## Karriere
Irving Small nahm für die US-amerikanische Nationalmannschaft an den Olympischen Winterspielen 1924 in Chamonix teil. Mit seinem Team gewann er die Silbermedaille. Er selbst kam im Turnierverlauf in fünf Spielen zum Einsatz und erzielte dabei sieben Tore. Auf Vereinsebene spielte er für die Boston Athletic Association. 

## Erfolge und Auszeichnungen
- 1924 Silbermedaille bei den Olympischen Winterspielen